# Vinicius de Moraes
Marcus Vinícius da Cruz de Melo Moraes, kurz Vinícius de Moraes (IPA: [viˈnisjuʃ dʒi moˈɾajʃ]), auch Marcos Vinicius De Moraes (* 19. Oktober 1913 in Gávea; † 9. Juli 1980 in Rio de Janeiro), war ein brasilianischer Dichter, Denker, Diplomat und Sänger.

## Leben
Vinícius de Moraes schrieb viele, vor allem in Südamerika bekannte Werke und Gedichte. 1956 wurde sein 1954 geschriebenes Bühnenstück Orfeu da Conceição mit der Musik von Antônio Carlos Jobim uraufgeführt, das als Vorlage für den Film Orfeu Negro von Marcel Camus diente. An der Erstellung des Drehbuches war de Moraes ebenfalls beteiligt.
Von de Moraes stammt der Text zu Baden Powells Kompositionen So por amor und Berimbau sowie zu diversen Bossa-Nova-Stücken von Antônio Carlos Jobim. Sein wahrscheinlich bekanntestes Werk sind die portugiesischen Textzeilen zum Klassiker Garota de Ipanema (The Girl from Ipanema).

## Zitate
- Es ist wichtiger, zu leben, als glücklich zu sein (nach dem Gedicht von Leslie Kaplan L’enfer est vert).
- Freundschaft schließt man nicht, einen Freund erkennt man.
- Liebe ist ewig, solange sie hält.
- Die hässlichen Frauen mögen mir verzeihen, aber Schönheit ist fundamental.
- Whisky ist der beste Freund des Menschen, er ist der Hund in der Flasche. („O whisky é o melhor amigo do homem, ele é o cachorro engarrafado.“)

## Sonstiges
Vinicius, das offizielle Maskottchen der Olympischen Sommerspiele 2016 in Rio de Janeiro, wurde nach de Moraes benannt. 
Papst Franziskus zitiert Vinícius de Moraes in seiner Enzyklika Fratelli tutti mit der Liedzeile „Das Leben ist die Kunst der Begegnung, auch wenn es so viele Auseinandersetzungen im Leben gibt.“

## Veröffentlichung
- Antologia poética. Editôra Sabiá, Rio de Janeiro 1967.
- Saravá. Gedichte und Lieder. [Zweisprachige Ausgabe]. Ausgewählt und übersetzt von Kay-Michael Schreiner. Verlag Vervuert, Frankfurt a. M., 1982. Enthält Texte von Antonio Cándido, Carlos Drummond de Andrade und ein Gespräch mit de Moraes.